# Borij
Borij je kemijski element atomskog (rednog) broja 107 i atomske mase 267,13. U periodnom sustavu elemenata predstavlja ga simbol Bh.
Nobelovac Niels Bohr dijeli ime s ovim elementom. Otkriven je 1976.g.
U hrvatskoj se literaturi može naći i u obliku bohrij. IHJJ predlaže zbog hrvatske jezične tradicije prilagođeno pisanje borij.